# روبات

موقع جزيرة روبات ضمن مقاطعة رياو مقابل مدينة دوماي المميزة باللون الأحمر

تقع جزيرة روبات في مضيق ملقا ، وتتبع مقاطعة رياو بإندونيسيا . تقع قبالة الساحل الشرقي لجزيرة سومطرة، مقابل مدينة دوماي، عبر مضيق روبات . وبسبب وقوعها على مضيق ملقا فمن الممكن مشاهدة ساحل ماليزيا من هذه الجزيرة .
مساحة الجزيرة 1490 كيلومتر مربع. في عدد سكانها 30000 نسمة، لذا تعتبر من الجزر قليلة السكان حيث أن الكثافة السكانية فيها بنسبة 20 كم ². وتعتبر روبات واحدة من آلاف الجزر المهجورة. لكن حاليا ينمو السكان عاما بعد عام.
هناك اقتراح من قبل الحكومة الماليزية بدعم مالي من الصين لبناء جسر من ملقا إلى روبات ودوماي، يسمى بجسر مضيق ملقا، لكن جاكرتا تفضل بناء جسر مضيق سوندا أولا .
عملة ماليزيا مقبولة عند الكسان ويتعاملون بها إلى جانب العملة المحلية .

## سكان الجزيرة
سكان الجزيرة هم من شعب الملايو وشعب الكوبو (Kubu) الذين يمثلون السكان الأصلين في الجزيرة .

## إدراة الجزيرة
وتتبع جزيرة روبات مقاطعة رياو وهي مقسمة إلى منطقتين:
- باتو بانجانغ (Batu Panjang) ، وتمثل الجزء الجنوبي
- تانجونغ ميدانغ (Tanjung Medang) ، وتمثل الجزء الشمالي